# Ian Jack
Ian Jack és un periodista anglès. Ha editat Granta des de 1995. Va començar la seva activitat periodística en un periòdic setmanal escocès els anys seixanta. Entre 1970 i 1986 va treballar per al Sunday Times com a reporter, editor, articulista i corresponsal estranger. Va ser cofundador de l'Independent on Sunday el 1989 i el seu editor des de 1991 fins a 1995. Els seus premis a Anglaterra inclouen el de reporter, periodista i editor de l'any. Ha publicat el llibre Before the Oil Ran Out (1997).